# Ornans
Ornans je naselje in občina v francoskem departmaju Doubs regije Franche-Comté. Leta 2007 je naselje imelo 4.106 prebivalcev.

## Geografija
Kraj leži v pokrajini Franche-Comté ob reki Loue, 25 km jugovzhodno od Besançona.

## Uprava
Ornans je sedež istomenskega kantona, v katerega so poleg njegove vkljušene še občine Amathay-Vésigneux, Bonnevaux-le-Prieuré, Chantrans, Charbonnières-les-Sapins, Chassagne-Saint-Denis, Châteauvieux-les-Fossés, Durnes, Échevannes, Foucherans, Guyans-Durnes, L'Hôpital-du-Grosbois, Lavans-Vuillafans, Lods, Longeville, Malbrans, Montgesoye, Mouthier-Haute-Pierre, Mérey-sous-Montrond, Saules, Scey-Maisières, Tarcenay, Trépot, Villers-sous-Montrond, Voires in Vuillafans z 10.139 prebivalci.

## Zanimivosti
- cerkev sv. Lovrenca iz 16. stoletja,
- mostova na reki Loue iz 17. stoletja, le pont de Nahin in le Grand pont,
- rojstna hiša - muzej Gustava Courbeta,
- nekdanji frančiškanski samostan, danes pokrajinski muzej,
- muzej ribolova,
- via ferrata - La Roche du Mont.

## Osebnosti
- Gustave Courbet (1819-1877), francoski slikar, utemeljitelj realizma;

## Pobratena mesta
- Cantley (Quebec, Kanada),
- Hüfingen (Baden-Württemberg, Nemčija),
- La Tour-de-Peilz (Vaud, Švica).

## Galerija
- Gustave Courbet: Pogreb v Ornansu (1849)
- Gustave Courbet: Po večerji (1849)
- Gustave Courbet: La Roche de Dix Heures (1855)